# Cybaeus anaiwaensis
Espèce
Synonymes
- Dolichocybaeus anaiwaensis Komatsu, 1968

Cybaeus anaiwaensis est une espèce d'araignées aranéomorphes de la famille des Cybaeidae.

## Distribution
Cette espèce est endémique de la préfecture de Kōchi sur Shikoku au Japon,. Elle se rencontre dans la grotte Anaiwa-no-ana à Sakawa.

## Étymologie
Son nom d'espèce, composé de anaiwa et du suffixe latin -ensis, « qui vit dans, qui habite », lui a été donné en référence au lieu de sa découverte, la grotte Anaiwa-no-ana.

## Publication originale
- Komatsu, 1968 : Cave spiders of Japan II: Cybaeus, Dolichocybaeus and Heterocybaeus (Cybaeinae). Arachnological Society of East Asia, Osaka, p. 1-38.